# A Köztársaság téri pártház ostroma
Koordináták: é. sz. 47° 29′ 51″, k. h. 19° 04′ 39″47.497622°N 19.077389°E

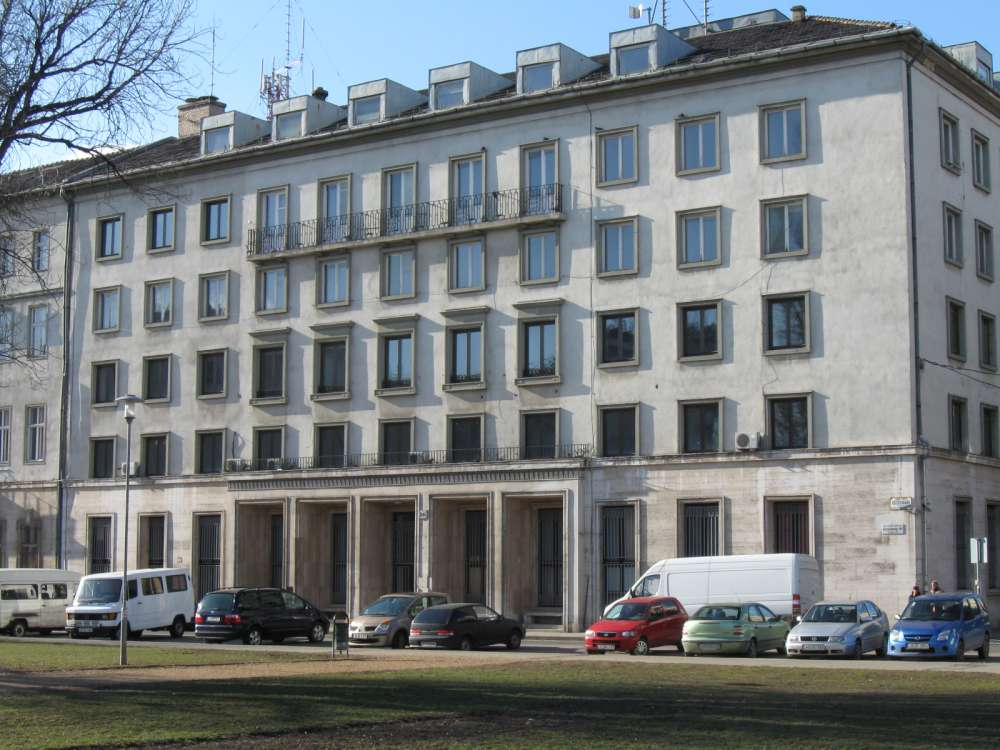
A Köztársaság (ma II. János Pál pápa) tér 26., a volt MDP-pártház, egykori MSZP-székház 2010-ben

A Köztársaság téri (ma II. János Pál pápa tér) pártház ostroma 1956. október 30-án a forradalom egyik kiemelkedő eseménye volt. Kozák Gyula szociológus szerint a pártház megtámadásának motivációja elsősorban az október 25-én a parlament épülete előtt történt sortűz és kegyetlen mészárlás volt, másodsorban a felkelők célja a régi hatalomnak a valóságos és szimbolikus megszüntetése, az őrség fegyvereinek megszerzése, a pártházat védő ávósok és a börtönök keresése volt.
Általános hajsza indult a népi hatalom vezető ereje: a munkásosztály pártjának szétverésére
A Magyar Dolgozók Pártja (MDP) budapesti pártbizottságának székházát a felkelők csak komoly fegyveres összetűzés közepette foglalták el. Közvetlenül a támadás előtt a pártház őrségét ellátó államvédelmis karhatalmisták az uniformisukat rendőr egyenruhára váltották át. Az ostrom után az elfogott államvédelmis katonákkal szemben az épület előtt súlyos  erőszakoskodásokra, kegyetlenkedésekre, lincselésekre került sor, majd ezekről a nyugati tudósítók által készített felvételek bejárták a világsajtót. Ezek a negatív események árnyat vetettek a magyar forradalom és szabadságharc tisztaságára, és annak leverése után hivatkozási alapul szolgáltak a megtorlások keménységére. A mérvadó történészi értelmezések ugyan kitérnek az 1956-os forradalom negatívnak ítélt eseményeire is, amelyeket azonban jobbára csak a torzított, kádárista interpretációkból és forrásokból ismer a történelemtudomány.

## Előzmények
A forradalom első napjaiban a Magyar Rádió, majd a fegyvert gyártó üzemeket, a fegyverraktárak, katonai és rendőri objektumok ostroma során a felkelők széles tömegei jutottak fegyverhez.  A hatalom rendkívüli intézkedéseket tett a végveszélybe került kommunista hatalom, a "proletárdiktatúra" megmentésére. Katonai egységeket rendeltek a fővárosba, segítségül hívtak szovjet katonai alakulatokat is. Megalakult az MDP Központi Vezetőség Katonai Bizottsága, hogy a hatalom minél gyorsabban és hatékonyabban leverje a „lázadást”.
A Budapesti Pártbizottság első titkára Kovács István volt, aki a Katonai Bizottság egyik vezetőjeként ezekben a napokban a Honvédelmi Minisztériumban tartózkodott. A népszerűtlen, keményvonalas Kovács Istvánt október 29-én jobbnak látták leváltani, és Köböl Józsefet állították a helyére. A Köztársaság téri kommunista pártházat október 24-étől ténylegesen Mező Imre, a Központi Vezetőség tagja, a pártbizottság harmadtitkára vezette.
Mezőék a pártházba hívták a kerületi párttitkárok révén a megbízható kádereket, régi kommunistákat is, hogy szembeszálljanak az általuk ellenforradalomnak tartott eseményekkel és „fegyvert adjanak a megbízható munkások kezébe.” Emellett még október 23-án este  Orbán Miklós ezredes, az ÁVH belső karhatalmi csapatainak parancsnoka még az este 48 főnyi erősítést vezényelt oda kézifegyverekkel a Szamuely laktanyából az objektum védelmére. A két szakaszt hat tiszthelyettesből és negyven államvédelmi sorkatonából („kék ávósok”) sebtében állították össze, Tompa Károly hadnagy és Várkonyi György alhadnagy parancsnokságával.
Azokban a napokban a budapesti pártvezetés, pártmunkások, illetve néhány nap múlva biztonságos helynek gondolva a székházat néhányuk családja tartózkodott az épületben. Hamarosan a Néphadsereg tisztjeinek egy csoportja is a székházba került, akik az MDP Katonai Bizottságának határozata alapján a felkelők lefegyverzésére megalakítandó munkásmilíciák szervezésével voltak megbízva. Összesen mintegy 150 személy volt az épületben.
A téren három szovjet tank is állomásozott a pártház védelmében. Az ÁVH-s fegyveresek ezek biztonságában ki-kicsaptak az épületből és a Köztársaság téren áthaladó felkelőket, sőt fegyvertelen járókelőket is megfélemlítettek, rájuk lőttek és megkergették őket, több embert letartóztattak és fogva tartottak, némelyiküket meg is kínozták, majd gépkocsival a Mosonyi úti rendőrkapitányságra szállították őket. Az ÁVH-sok által begyűjtött embereket ott azonban elengedték, mert időközben a rendőrség átállt a forradalmi kormány oldalára. Az ÁVH ezen utolsó góca tevékenységének hamar híre ment a városban. Amikor október 29-én a szovjet tankok kivonultak a városból, így a térről is, az épület külső védelem nélkül maradt. A pártház ÁVH-s katonái azonban ennek ellenére tovább folytatták provokatív tevékenységüket, és a kormány által hivatalosan kinevezett nemzetőröket tartóztattak le a téren. Ráadásul Nagy Imre miniszterelnök kormánya az ÁVH-t október 28-án feloszlatta, tehát a szervezet ekkor már teljes mértékben illegális volt.

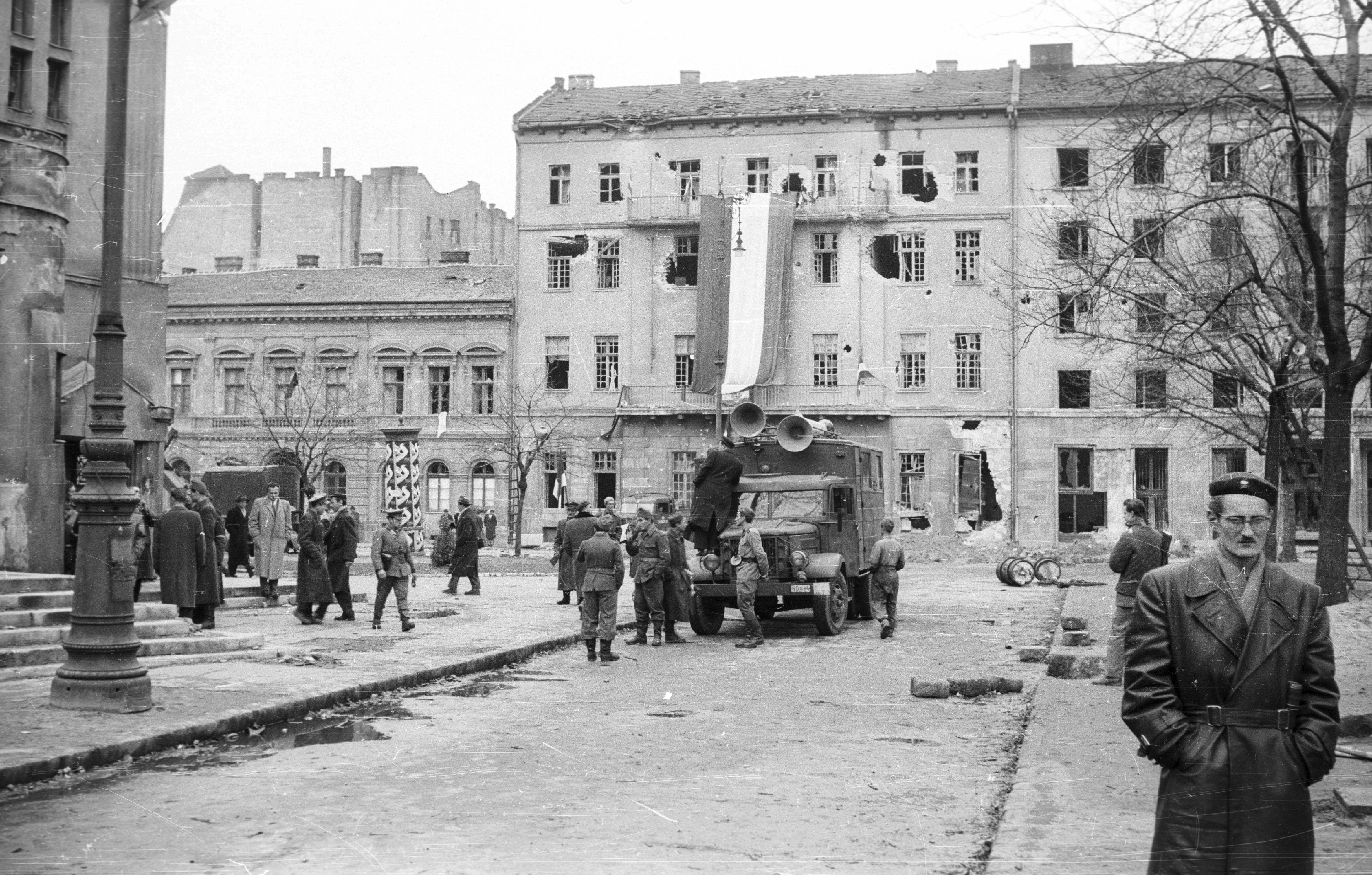
Az MDP Budapesti Pártbizottságának székháza az Erkel színház mellől nézve

A pártház védelmét a bentiek többszöri kérése ellenére sem erősítették meg. Egyes összeesküvés-elméletek szerint a még hatalmon lévő belügyi vezetőknek azonban a szovjet KGB vezetőivel egyeztetve, minden bizonnyal érdekében állt a pártházban lévők védtelenül hagyása, és az, hogy a másnapi események megtörténhessenek, hogy minél zavarosabbá válhasson a helyzet Magyarországon, és ez is okot szolgáltasson a Szovjetunió katonai beavatkozására.
A csatát megelőző pártházbeli események nemcsak az ÁVH-sok tevékenységében merültek ki. Gosztonyi Péter történész szerint a házban tartózkodó keményvonalas pártvezetők megunták a Katonai Bizottság tétlenkedését és drasztikus lépésre szánták el magukat. Rákosi ezen feltétlen hívei katonai puccsra készültek Nagy Imre kormánya ellen. Ez a tevékenységük még a pártvezetés reformkommunista része számára is titkos volt. Feltehető, hogy a házbeli tisztek is részt vettek ebben a tevékenységben, noha a pártházban tartózkodók egy része nem volt rákosista (köztük Mező Imre sem).

## Az ostrom
…Mező Imre 27-én éjszaka összehívta a titkárság tagjait és az osztályvezetőket. Elmondta nekik, hogy a Központi Vezetőség Katonai Bizottságának határozata alapján a kormány október 28-án hajnali öt órakor összehangolt katonai akciót tervez a nyolc-tíz legerősebb fegyveres ellenforradalmi góc ellen.…
Október 30-án délelőtt,  nem sokkal 10 óra előtt, egy fegyveres nemzetőrcsapat behatolt az épületbe, felszólítva a  karhatalmista védőket, hogy adják meg illetve igazolják magukat, de ekkor az épület belsejéből is lőni kezdtek és kézigránátot dobtak a nemzetőrökre. Ekkor egy sebesült társukat hátrahagyva, a felkelő csoport kimenekült, de néhány rendőr és karhatalmista is együtt futott ki az épületből. Ekkor a kaput őrző három rendőr és két államvédelmi katona átállt a felkelők oldalára, de néhány perccel később az egyik sorkatonát agyonlőtték. A történtek miatt délelőtt a nemzetőrök, katonák és rendőrök spontán szerveződő csoportjai a tér bokrai és fái fedezékéből megkezdték a pártház ostromát, és a védők az ablakokból távcsöves puskáikkal viszonozták a folyamatos tüzet. Az ostrom inkább szórványosan, oda-vissza lövöldözésszerűen, mint szervezetten folyt; a pártház a kézifegyverek ellen kiválóan védhető objektumok közé tartozott. A felkelők később repeszgránáttal lőtték az épületet, és ez a védőknek is nagyobb veszteséget okozott. Mindkét oldalon sok volt a halott. A támadók dühét fokozta az is, hogy a sebesültjeiket begyűjtő mentősökre, ápolókra különösen ádáz golyózápor zúdult, így 4 ápoló halálát okozták az orvlövészek. Az a hír terjengett, hogy a pártház épülete alatt egy börtön van, ahol még mindig megkínzott politikai foglyok vannak, illetve ahová a téren ezekben a napokban elfogott nemzetőrök kerültek. 

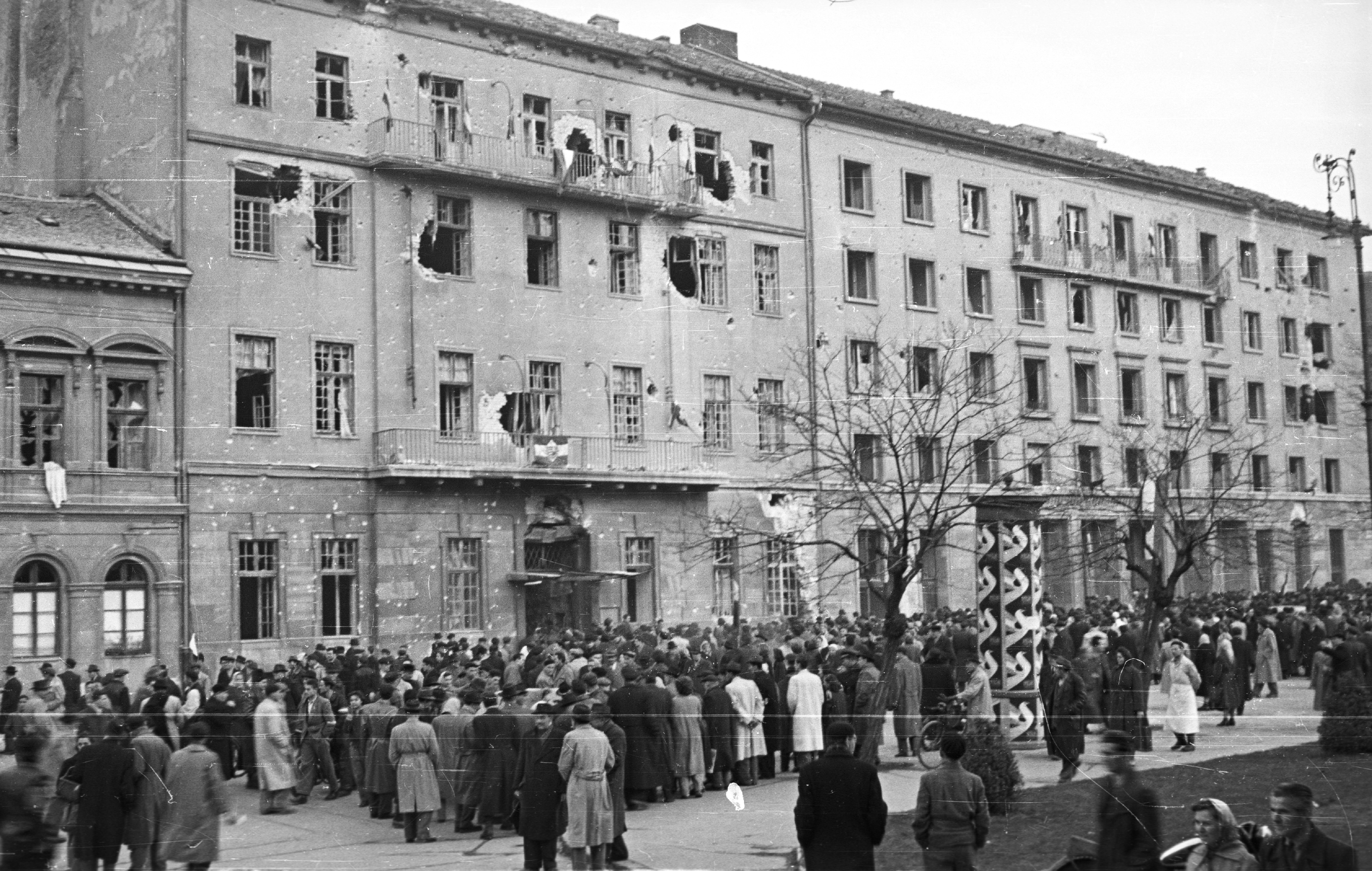
Köztársaság tér, az MDP Budapesti Pártbizottságának székháza

A védők parancsnoka, Mező Imre és társai egész nap segítséget kértek, követeltek telefonon, köztük személyesen Nagy Imrét is hívták, de Nagy Imre nem volt hajlandó tudomásul venni a segítségkérést és a baljós előjeleket. Csak délután érkezett a pártház védelmére öt honvédségi magyar harckocsi, amelyek közül három azonban nem fordult az ostromlók ellen, hanem magát az épületet kezdték lőni, mivel azt, már előzőleg kiérkezett számukra idegen harckocsi, kb.10 percenként lőtte, így a pártházat gondolták támadandó célpontnak. Ezt a tankot előzőleg a corvinisták küldtek oda Pongrátz Gergely parancsára. A másik kettő harckocsi, (amelyek vidéki honvédek vezetése alatt álltak és nem ismerték pontosan a helyszínt térkép szerint se), reménykedve abban, hogy társaik tévedésből lövik a védendő objektumot, elhagyta a teret, bízva abban, hogy az átállók követik őket. Nem így történt. Ekkor Mező Imre, valamint Asztalos János és Papp József honvéd ezredesek fehér zászlóval elindult kifelé az épületből. Mindhármukat lelőtték, de haláluk körülményei vitatottak. Az ostromlók ezután fegyverrel behatoltak az épületbe. Mező Imre halálos sebet kapott, majd napokkal később a kórházban meghalt, de két tiszt társát a helyszínen meglincselték: fejjel lefelé felakasztották, holttestüket meggyalázták.

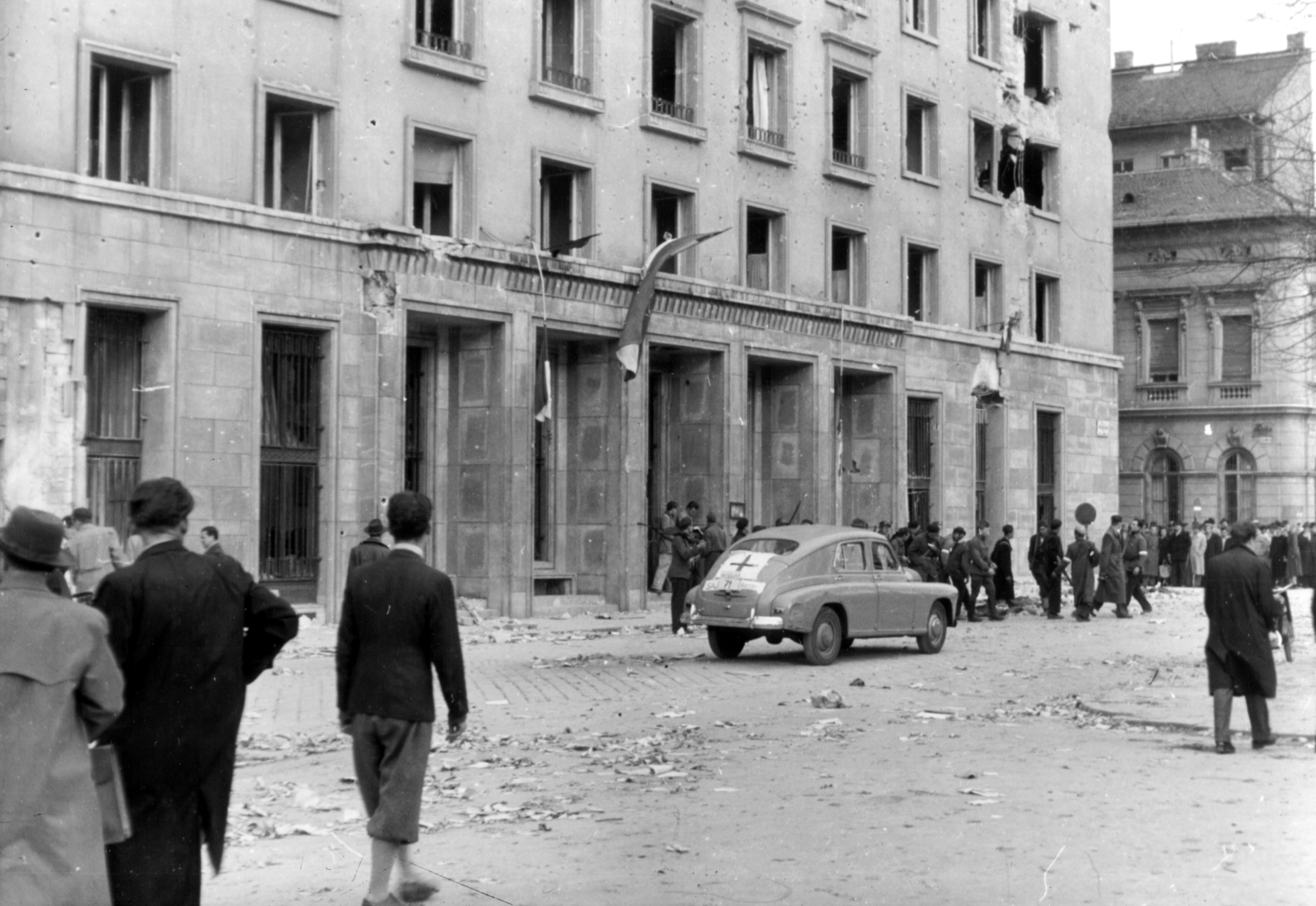
Mentőautó a Köztársaság téren a csatát követően

Az ÁVH-s sorkatonák egy csoportja  még mindig ellenállt, őket a behatolók tűzharc után vagy megölték, vagy elfogták. Többségüket a helyszínen kivégezték, bár megadták magukat. A kivégzésekről külföldi tudósítások is beszámoltak, ezekről filmek és fényképfelvételek készültek. A védők másik része és az épületben levő belügyi és pártvezetők ill. ezek családtagjaik, mintegy 100 ember a szomszédos házak udvarán át valahogyan távozni tudott, és így megmenekültek.

## Végkifejlet, számadatok
A Budapesti Pártbizottság védői közül összesen 25-en estek el (a pártközpont 4 munkatársa, 3 honvédtiszt, 18 karhatalmista, közülük 17 sorkatona). Többen súlyos, maradandó sérülést szenvedtek.
A történész kutatók 15-20 főre becsülik az életüket vesztett támadók számát. Levéltári adatok szerint több mint 50 sebesültet helyeztek el közülük kórházakban. Összesen 5-600 fő vehetett részt az ostromban, majd a tömeg a pártház eleste után többezresre duzzadt.
A csata áldozata lett Jean-Pierre Pedrazzini, a Paris Match tudósítója is, akit több lövés ért. Ő a Péterfy Sándor utcai kórházban halt meg november 7-én.
A népítélet áldozatait meggyalázták: megcsonkították, köpdösték, rugdosták, pénzt, párttagsági könyvet dugtak a szájukba. A pártházból a használható eszközöket, pokrócokat, a ruhaneműket, az írógépeket, a szőnyegeket, a függönyöket, az edényeket elszállították a felkelő csoportok bázisaira. Egyes fegyveresek az épületben a páncélszekrényekbe belelőttek, fejszével feszegették az ajtókat, fosztogattak.
A Budapesti Pártbizottság védelmében elesettek névsora (25 fő):
Mező Imre,
Asztalos János,
Szabó Lajos,
Schulcz László,
Albert György,
Bata Ferenc,
Elek László, 
Frank Ferenc,
Gajdán Imre,
Gyurgyovics Sándor,
Katona Gyula,
Kálmán István,
Kállai Éva,
Papp József,
Lakatos Péter,
Várkonyi György,
Kárpáti István,
Kókai László,
Kuba János,
Kucsera Zoltán,
Nagy János,
Szabó Ferenc,
Szanyi Nagy István,
Szepesi Róbert,
Vaszil József.

## A lincselés

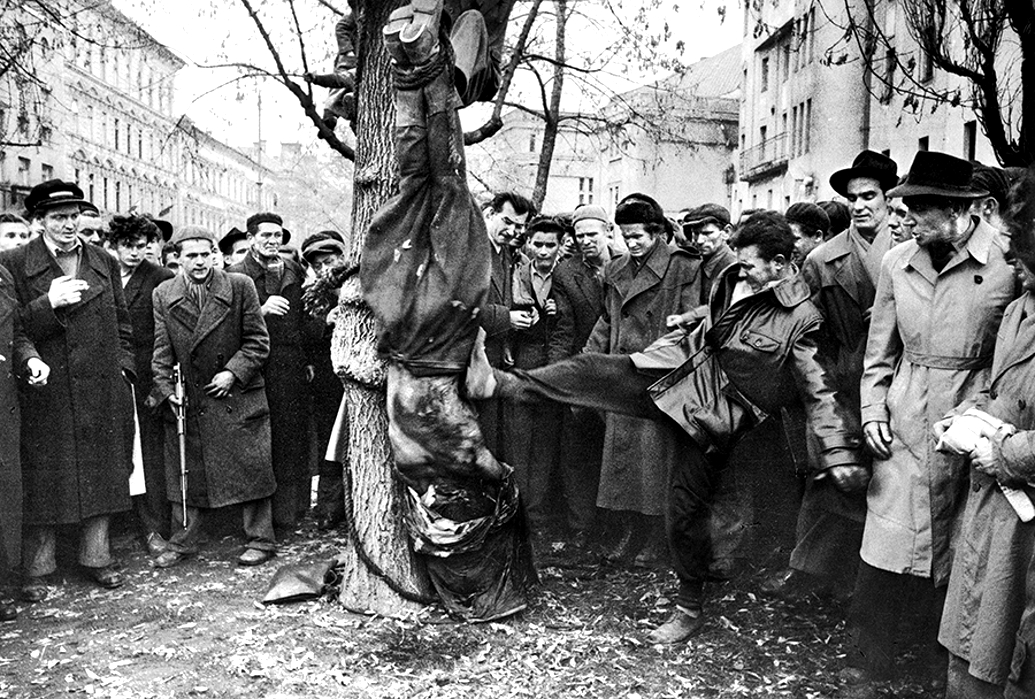
A csata során a pártházat védő Elek László ÁVH-s sorkatona brutális kivégzése a Köztársaság téren 1956 októberében. Később ezeket a fotókat használták fel a megtorlást igazoló kommunista propagandára

A pártház elfoglalását követően az épület előtt összegyűlt fegyveres civilek egy csoportja és a néptömeg egy része, bosszút követelt, és amikor az elfogott ÁVH-sokat az épületből kivezették, akkor ez a megvadult csoport a foglyokat megragadta, ütlegelni kezdte, majd az első hét, rendőrruhába bújt államvédelmis sorkatonát falhoz állították és lelőtték, de egyesek közülük túlélték a sortüzet és végül nekik kórházban megmentették az életüket.
Két holttestet a helyszínen összegyűlő tömeg fejjel lefelé a tér fáira akasztott, ütlegeléssel és egyéb módon szidalmazta és meggyalázta, ezt külföldi tudósítók fényképen és filmen is megörökítették. Közben a járókelők mind nagyobb tömege gyűlt össze a véres eseményt figyelve, amely mintegy fél órán át tartott. A foglyok közül a sértetleneket a rendőrségre vitték, a súlyos sebesült Mező Imrét kórházba szállították, ahol belehalt sérüléseibe.

## Propaganda és objektív kép az áldozatokról

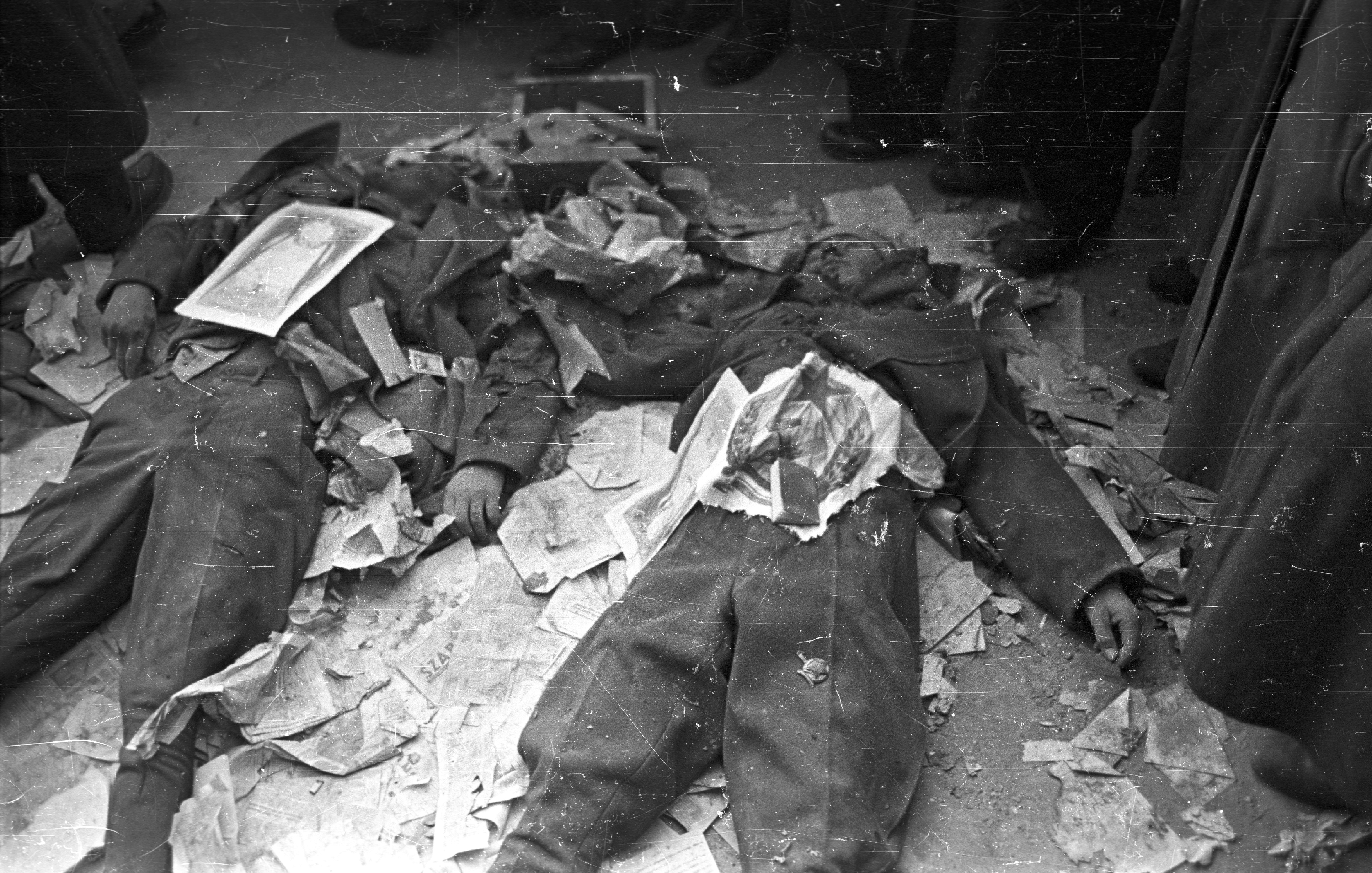
A pártház ostromakor kivégzett ÁVH-sok holtteste

A kegyetlen lincselés úgy lett ismert, mint az 1956-os forradalom legsötétebb lapja, a forradalom addigi tisztaságát bepiszkító szégyenfolt. Ez a Kádár-rendszer későbbi propagandagépezetének az eredménye, amely később jóformán csak ezt az egy eseményt, illetve ennek is egy átírt változatát hangoztatta az „ellenforradalommal” kapcsolatban. Különösen a fejjel lefelé lógó halott rugdosását ábrázoló egyik fotót használták fel a forradalom elleni későbbi propagandára (még iskolás tankönyvekben is), amely egy élő ember halálra kínzásának látszik. A brutalitásról készített propagandafilmet levetítették a Nagy Imre-per később kivégzett vádlottjainak is, akik közül legalábbis Maléter Pálnak ez komoly érzelmi sokkot okozott, mivel erős hittel kötődött még a kommunista eszmékhez. A vádlottak mégsem árulták el a forradalmat.
Természetesen nem menthető az elfogottakkal szembeni vérengzés, illetve hogy a nemzetőrök azt nem tudták azonnal megakadályozni. (Megjegyzendő, hogy a harcokban súlyos emberveszteségeket szenvedtek és a rengeteg sebesültjüket is el kellett látniuk.)
A pártház védői közül összesen 23 személy vesztette életét, ezek közül tizenöten a harcokban estek el, három főt a kapituláció során lőttek le (köztük Mező Imrét, aki három nap múlva a kórházban halt meg), öt személyt pedig a lincselés során végeztek ki. Más források szerint a védők halottainak száma 25 volt. Az ostromnak Mező Imre mellett még három magas rangú katonatiszt esett áldozatul: Szabó Lajos, Papp József, és Asztalos János.
Az ostromlók halottainak száma ismeretlen, de szintén 20-30 fő körül lehetett. A közeli kórházakban kb. 50 sebesültet helyeztek el a felkelők közül. A megtorlás során 36 halálos ítéletet hoztak olyanok ellen, akiknek a vádiratában szerepelt a Köztársaság téri eseményekben való részvétel, bár többségében bizonyítatlanul.

## Legendák
A Köztársaság téri eseményekkel kapcsolatban számos legenda, összeesküvés-elmélet keletkezett, és nagy részük a rendszerváltás után is szívósan tartja magát.
Az 1956-ot követő megtorlások idején keletkezett hivatalos értékelések szerzői az „ellenforradalmárok” szinte minden akcióját szervezettnek tartották, így a Köztársaság téri pártház megtámadását is. Eszerint a felkelők ismerték a pártház védelmi rendszerét és tudatosan tervezték támadásukat. A valóságban azonban a forradalmárok szovjetellenes és ÁVH-ellenes alapon alakultak, tagjaik általában korábban nem is ismerték egymást. A Köztársaság téri támadás közvetlen kiváltó oka az a híresztelés volt, ami 29-én este terjedt el a VII. és a VIII. kerületben, hogy a Köztársaság téri pártházban ÁVH-sok szabadságharcosokat tartanak fogva.

### Összeesküvés-elméletek
Mind a kommunista Hollós Ervin – Lajtai Vera szerzőpáros, mind  ellenlábasuk, Gosztonyi Péter titkos összeesküvést látnak abban, hogy 30-án hajnalban elvezényelték a pártház védelmére rendelt magyar erőket. Hollósék szerint, a korabeli hivatalos értékelésnek megfelelően, a háború előtti úri Magyarország erői, a revizionisták és a Nyugat felelősek az „ellenforradalom” térnyeréséért. Gosztonyi viszont a Köztársaság téri tragédiát teljes egészében a Kreml, a KGB mesterkedése számlájára írja, akiknek az volt a céljuk, hogy ürügyet teremtsenek a katonai beavatkozásra.
A korabeli sajtó egy része az ostromot is a hangulat további szítására használta fel. A Magyar Függetlenség című orgánum helyszíni riportként arról számolt be, hogy „a védők megadásukkor egy szőke, négy éves fiúcskát tereltek maguk előtt pajzsként, de ez nem mentette meg őket.... A hullák zsebeiből 8-9000 forintos havi illetményekről szóló fizetési listák kerültek elő”.

### A kazamaták

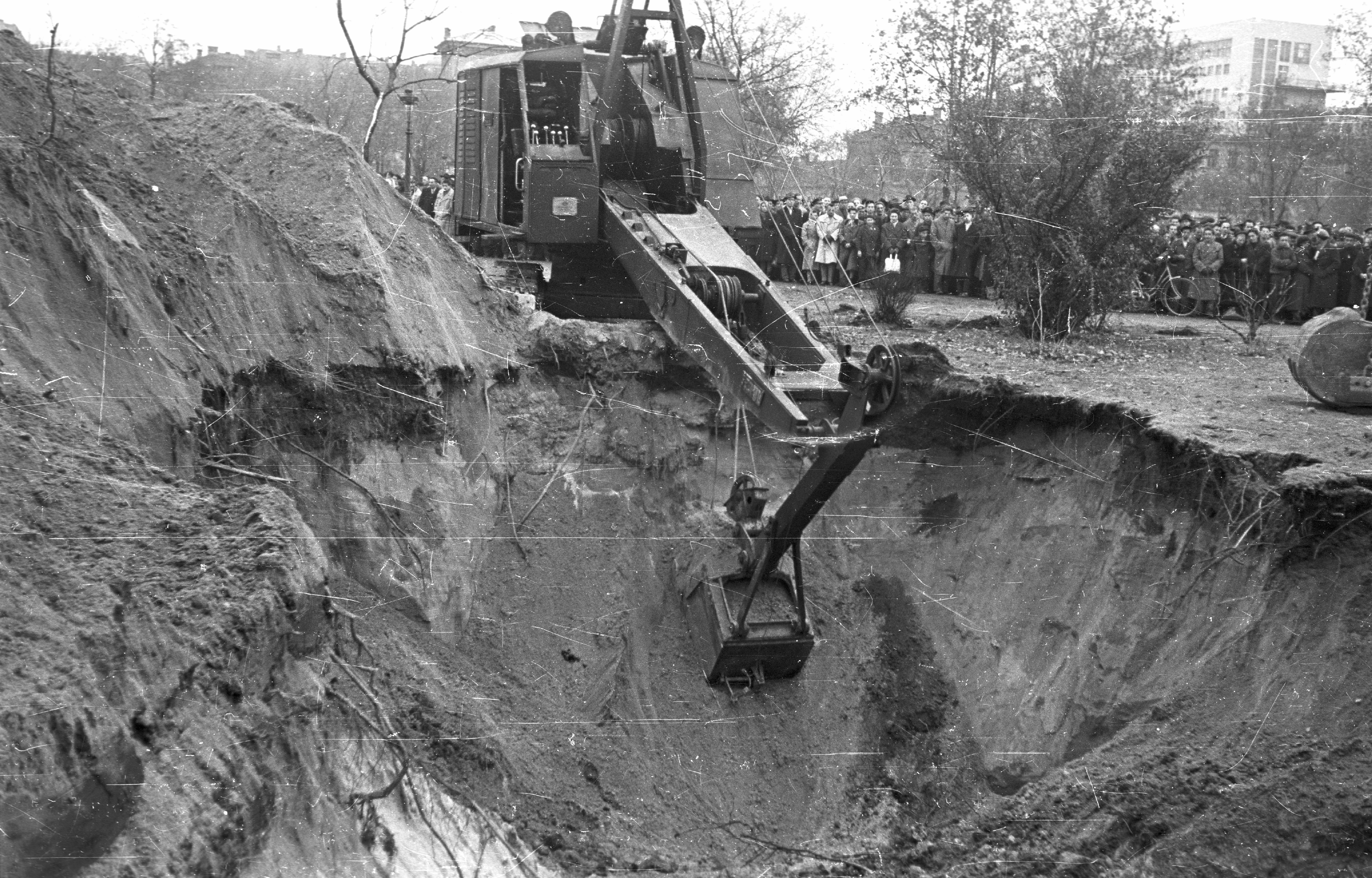
A feltételezett kazamaták keresése

A fiktív földalatti titkos pincerendszerrel és az ezzel kapcsolatos tömeghisztériával kapcsolatban is hasonlóképpen a Hollós–Lajtai szerzőpáros az „ellenforradalmárok provokációs hazugságáról” valamint a „kommunistaellenes hisztéria fokozására tett erőfeszítésekről” értekezik. Gosztonyi viszont ebben is a KGB kezét véli látni. A valóságban azonban semmilyen előkészített propaganda nem volt. Az ÁVH-val szembeni gyűlölet, az évekig tartó rettegés és a szörnyű tapasztalatok széles körben terjedő rémtörténeteket szültek. De kiderült: itt nem voltak titkos kazamaták.  (Az Andrássy út 60. és a Belgrád rakpart 5. alatt tényleg voltak pincebörtönök.) 

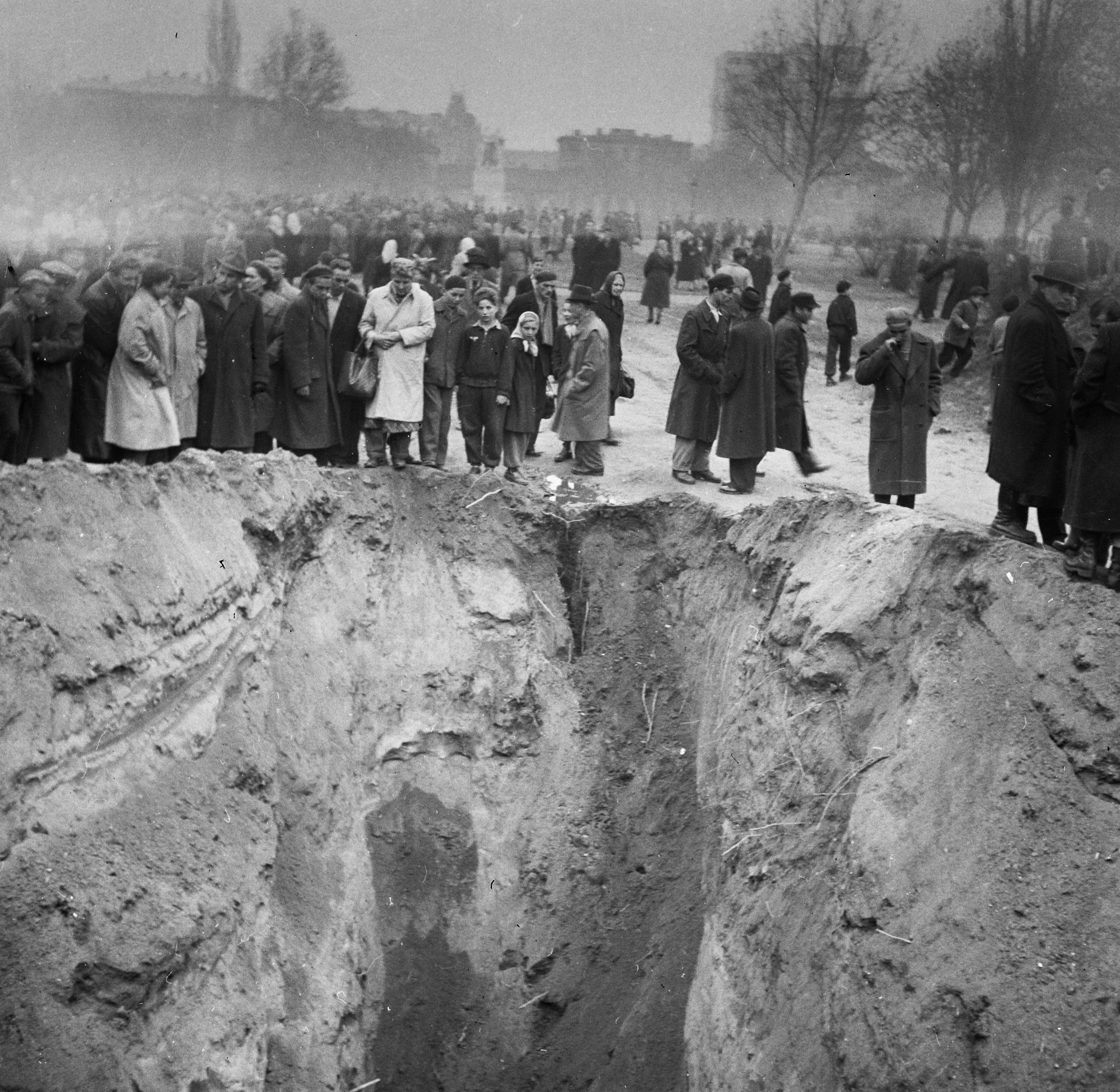
Az ávósok titkos pincebörtöneiről akkoriban rémhírek terjedtek, nagy tömeg bámészkodott a hatalmas gödörnél

A kutatáshoz nehéz munkagépeket is felhasználtak, állítólag volt 10 méter mély munkagödör is. A helyszínen vizsgálódó geológusok számára hamar kiderült, hogy nincsenek kazamaták, de a népharagtól tartva nem merték abbahagyni a munkát. A korabeli sajtó számos orgánuma számolt be a híresztelésekről. A Magyar Nemzet november 3-i száma hosszas riportot közölt a munkálatokról, teljes mértékben hitelt adva a híreszteléseknek, közölve, hogy az egyik aknában hangokat hallottak, a lent lévők foglyoknak mondták magukat, azt mondták 147-en vannak odalenn és a kiszabadításért könyörögtek.
Később is történtek kísérletek a kazamata-elmélet felélesztésére. Pongrátz Gergely azt írta, hogy társaival a Köztársaság téri pártház pincéjében fél méter mélyről „10-15 kezüket hátul összekötözött, összedrótozott és tarkón lőtt szabadságharcost” ásott ki. Ennek semmilyen valóságalapja nincs, Pongrátz állítását egyetlen forrás sem támasztja alá.
Az 1994-es magyarországi választási kampány idején mutatták be Dézsy Zoltán Pincebörtön I–II. című, vitatott hitelességű dokumentumfilmjét, amellyel a szerző tisztán politikai célból, hamis szemtanúkkal igyekezett újabb tömeghisztériát kelteni – mérsékelt eredménnyel.

### Mező Imre halála
A kommunista parlamenter Mező Imre haláláról azt a legendát terjesztették, hogy őt nem a térről, a támadók lőtték le, hanem hátulról, a pártházból, a vele egyet nem értő „elvtársak”. Ez az elmélet a forradalom leverése után elterjedt, a rendszerváltás után még inkább lábra kapott, noha egyetlen szemtanú sem támasztotta alá.